# エゾヤチネズミ
エゾヤチネズミ（Craseomys rufocanus bedfordiae）は、齧歯目キヌゲネズミ科タイリクヤチネズミ属タイリクヤチネズミの亜種で、日本の北海道一帯に生息する。

## 分布
北海道本島及びその周辺諸島（利尻島、礼文島、大黒島、天売島、焼尻島）。タイリクヤチネズミは北欧からシベリア、サハリン、中国北東部、朝鮮半島北部まで広く分布している。
分布域内では草原やハイマツ林などの環境、草本層の被度や密度、落葉層の厚いところを好む。

## 形態
体長や体重は地域的な変異はあるが、頭胴長は108 - 140mmで、尾長は39 - 56mm、後足長は19 - 20.6mm。また体重は27 - 50gである。体色は背面は暗褐色から暗赤褐色で、腹面は白色から汚白色である。乳頭式は2+0+2で合計8個。

## 分布
利尻島、礼文島、大黒島などに分布する種はやや大型であり、別種シコタンヤチネズミClethrionomys sikotanensisとする説もあったが同種である。属名についての注意であるが、かつてはClethrionomysとされ、その後、Myodesに変更になり、また2020年発行の世界的な哺乳類分類の標準とされる“Illustrated Checklist of the Mammals of the World” (Lynx) ではCraseomys属とされた。つまり、Craseomys rufocanus = Myodes rufocanus = Clethrionomys rufocanusとなり時代と著者により採用している学名が異なるので注意のこと。

## 生態
食性は主に草食性で食物繊維を多く取るほか種子や果実、まれに動物質の食料も採食する。また、秋期から春期にかけては樹皮や種子、イネ科やカヤツリグサ科の植物を食べ、夏期になると他の植物質を多く取るようになる。
繁殖期は北海道の中部や南部では主に春と秋であるが、道北や道東、山岳地帯では主に夏である。妊娠期間は18 - 19日、胎児数は1 - 11頭で平均5.3頭である。また道南などにおいても、夏期における繁殖例がある。
寿命は飼育下において、最長738日である。
天敵はキツネやフクロウ類、ミンクなどがあげられる。

## 人とのかかわり
数年おきに爆発的に繁殖し、カラマツ、トドマツの樹皮を食い荒らす被害を出すことで恐れられ、1950年代からは発生予測や殺鼠剤の散布などの対策が講じられてきた。北海道においてはエゾシカと並び農林業に対する害獣の一つとなっている。また、エキノコックスの中間宿主としても知られており、注意が必要である。
旭川市旭山動物園では、1985年にエゾヤチネズミの人工繁殖に成功している。